# Подобайло (Пободайло) Стефан Данилович
Степа́н Данилович Побода́йло (інколи зустрічається написання прізвища як Подобайло, приблизно в 1600, Носівка — 1654, Бихів) — український військовий діяч, чернігівський полковник (1651), наказний гетьман Лівобережної України (від 1652).
Гвардієць Адама Киселя, згодом — сподвижник Богдана Хмельницького, брав участь у ключових битвах Українсько-Польської війни.

## Життєпис
Народився на рубежі XVI–XVII століть в містечку Носівка, що у Чернігівському воєводстві Речі Посполитої, походив з дрібної чернігівської шляхти гербу Янина. У 1630-х роках, після призначення носівським старостою Адама Киселя, зарахований до складу драгунів. Супроводжував Адама Киселя як член військової гвардії.
1648 року, після початку Визвольної війни українського народу під проводом Богдана Хмельницького, Степан Пободайло перейшов у лави повстанців. Козацький полковник Мартин Небаба звернув увагу на досвідченого носівця і доручив йому командувати основною Чернігівською сотнею. 1649 року Мартин Небаба став полковником Чернігівського полку, а Степан Пободайло — сотником Чернігівської сотні.
1651 року належав до групи козацької старшини, яка сформувала опозицію до Білоцерківської угоди 1651 року, і, фактично, до самого гетьмана Богдана Хмельницького. 1654 року брав участь у переговорах з Московією у Переяславі.
1654 року загинув у війні за Велике князівство Литовське у битві під Старим Биховим.
Фундатор відбудови православного Троїцько-Іллінського монастиря у Чернігові, куди й привезли на поховання загиблого.

## Родинні зв'язки
- син Василь був Стародубським сотником (1660) [3]
- онуки Яким і Йосип. Писались не Пободайлами, а Василенками (за іменем свого батька), а також носили прізвисько Бідні. Брати отримали маєтність від чернігівського полковника Якова Лизогуба (1697), на яку отримали підтвердження від гетьмана Івана Скоропадського у 1712 році. Яким Василенко Бідний користувався гербом Янина та 1718 року згадується в чині значного військового товариша. Від них з братом походить рід Василенків-Бідних, пізніше отримали підтвердження дворянського титулу від російського уряду.

## Вшанування пам'яті
У місті Чернігів вулицю Матросова перейменували на вулицю Степана Подобайла.